# ناو کلاس برومر
کروزر کلاس برومر (به انگلیسی: Brummer-class cruiser) یک کلاس از کشتی است که طول آن ۱۴۰٫۴ متر (۴۶۰ فوت ۸ اینچ) می‌باشد.